# Театр в Иране
Театральное искусство имеет в Иране давнюю историю, которая восходит к древней эпохе (1000 лет до н. э. — 641 г. н. э.).
Зарождение театрального представления связано с протокольными церемониями, на которых воспевали национальных героев и персонажей эпоса, а также оскорбляли врагов. Геродот и Ксенофон упоминают театральные представления, напоминающие сегодняшние религиозные церемонии сродни таазие и синезани.
То есть можно сказать, что первый театр в Иране имеет глубокую связь с событиями Кербелы и другими событиями жизни пророков, которые обычно называются таазие.
Новый европейский театр как и многие другие западные явления появились в Иране во времена Насер од-Дин-шаха.
«Правление Заман-хана», написанное Мирзой Ага Табризи является первой написанной постановкой, восходящей к временам Каджаров.
До поездки Насер од-Дин-шаха в Европу театр кроме таазие ограничивался рядом базарных постановок.
Персонажи выступали импровизированно и воспевали шаха.
После поездки в Европу шах издал указать построить в Тегеране салон для современных постановок.
С Конституционной революцией произошли изменения в культуре, которые также затронули и театральное искусство.
Мирза Мальком-хан был первым, кто писал свои постановки на персидском языке и в европейском стиле.
Первый театр в Иране начал свою работу в Реште.
Первый женский театр поставил пьесу Адам и Ева, которую исполнили в Тегеране женщины.
После Второй мировой войны в иранском театре произошли серьёзные изменения — писатели и переводчики с исключительным интересом принялись писать и переводить пьесы, поскольку к этому времени вкусы публики изменились.
С установлением министерства культуры и искусства, был учреждён институт театрального искусства и кино, а также Тегеранский университет открыл театральный факультет.
В 1960-х годах был сформирован Национальный центр театра Ирана при национальной комиссии ЮНЕСКО.
В настоящее время профессиональное театральное движение в стране представлено преимущественно в Тегеране.
Среди самых известных драматургов Ирана настоящего времени можно выделить Голямхоссейна Саэди, Бахрама Бейзаии и Акбара Ради, а немного ранее — Хамед Али Форуги, Абдалла Моставафи, Али Акбар Давар-фар, Фахим оль-Мольк и Сейед Али Насер.